# Springstunde
Eine Springstunde (auch Freistunde, Hohlstunde, Fenster(-stunde), Lückenstunde, Überbrückerstunde und anderes) ist ein Zeitraum im schulischen Stundenplan, in dem die betroffenen Personen an keinem Unterricht beteiligt sind.
Insbesondere für Lehrkräfte kommt es häufig (oft mehrfach täglich) vor, dass zwischen zwei zu erteilenden Unterrichtsstunden eine oder mehr Stunden liegen, in denen kein regulärer Unterricht (laut Stundenplan) zu erteilen ist. Diese Springstunden können dann zur Organisation oder Unterrichtsvorbereitung genutzt werden. Zudem stehen Lehrkräfte während der Hohlstunden für Vertretungsunterricht zur Verfügung. Zur Sicherung des Vertretungsunterrichts wird den Schulleitungen von den jeweiligen Bildungsministerien auch dazu geraten, absichtlich ausreichend Springstunden mit in die Stundenpläne der Lehrkräfte zu integrieren. Aus diesem Grund argumentieren Gewerkschaften, dass Hohlstunden als Bereitschaftsdienst angesehen werden sollten.
Auch Schüler können in ihrem Stundenplan sogenannte „Fenster“, also Springstunden haben, in denen sie ohne weiteren Unterricht oder Betreuung eine Schulstunde verbringen. Den Schülern stehen im Allgemeinen Aufenthalts- oder Arbeitsbereiche zur Verfügung, in denen sie die Zeit sinnvoll nutzen können. Je nach Schulorganisation werden im Mittagsbereich absichtlich Springstunden integriert, um es Schülern zu ermöglichen, zu Mittag zu essen.
Aufgrund der Fürsorge- und Aufsichtspflicht der Schulen kommen Springstunden in der Primarstufe und Sekundarstufe I nur in seltenen Ausnahmefällen vor. Mit zunehmender Selbständigkeit der Schüler werden Springstunden häufiger, in der Sekundarstufe II sind sie – begründet durch die Organisation im Kurssystem – kaum vermeidbar.